# مسجد السيد هاشم

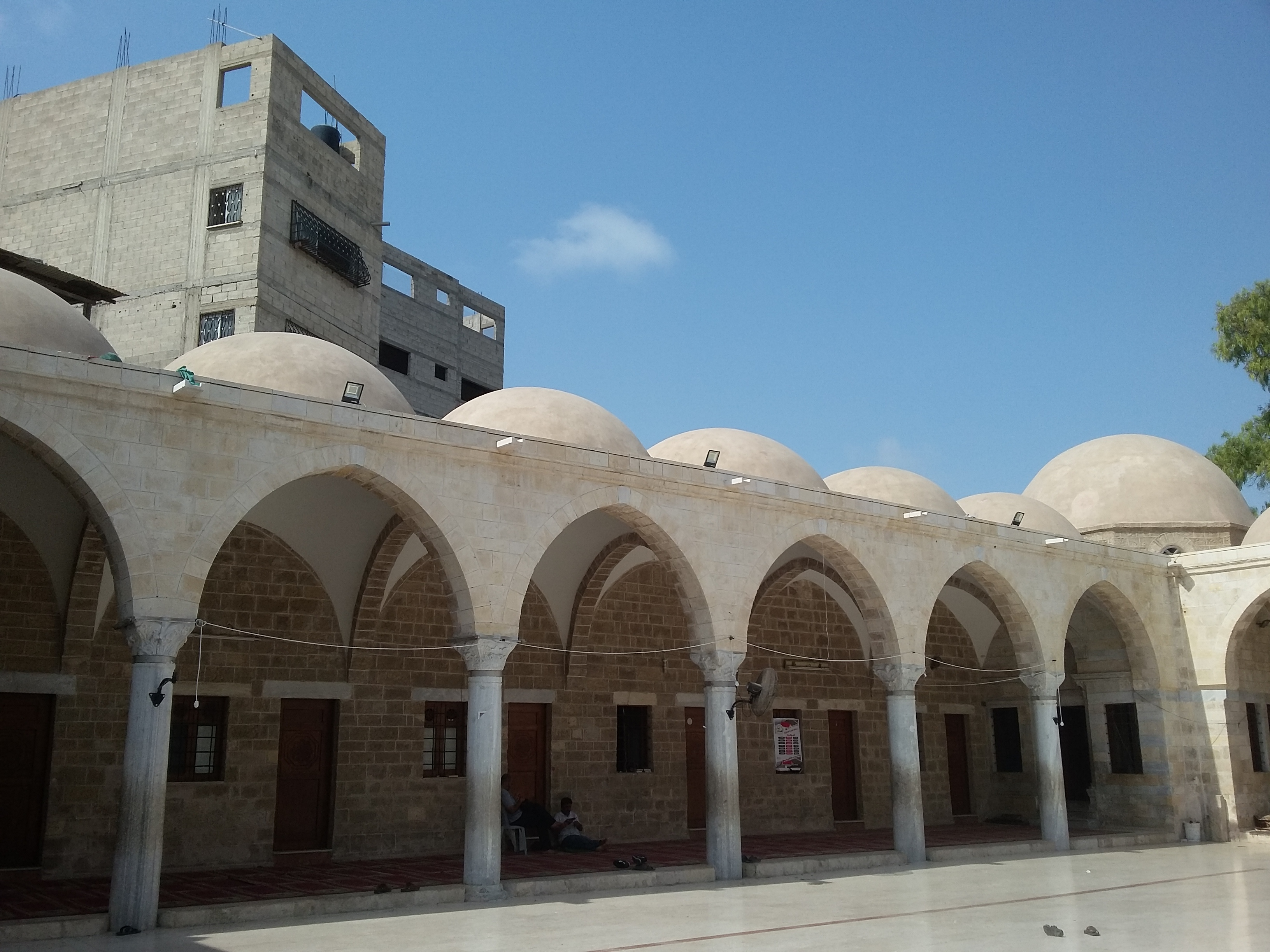
صورة من أحد زاوية قباب مسجد السيد هاشم

مسجد السيد هاشم يعتبر من أقدم مساجد غزة، وأتقنها بناء، ويقع في حي الدرج في المنطقة الشمالية لمدينة غزة القديمة، ويبعد عن المسجد العمري الكبير مسافة كيلو متر واحد تقريبًا، وورد في الموسوعة الفلسطينية أنه من الراجح أن المماليك هم أول من أنشأه، وقد جدده السلطان عبد المجيد العثماني سنة 1830. وتشير المراجع التاريخية إلى أن مدرسة كانت موجودة في المسجد أنشأها المجلس الإسلامي الشرعي الأعلى في فلسطين من مال الوقف، وقد أصابت الجامع قنبلة أثناء الحرب العالمية الأولى فخربته، لكن المجلس الإسلامي الأعلى عمّره وأرجعه إلى أحسن مما كان عليه. تعرض المسجد للقصف الاسرائيلي على قطاع غزة عام 2024.

## مساحته
مساحة المسجد تبلغ 2371م²، تتقاطع فيه أقبية لتغطي قاعة الصلاة الرئيسية المربعة، وبه ثلاثة أروقة للصلاة يتوسطها صحن مربع مفتوح. يضم المسجد ضريحاً تحت قبته وتؤكد كثير من الروايات التاريخية بأن جد الرسول محمد السيد هاشم بن عبد مناف مدفون فيه.